# Salers
Salers là một xã trong tỉnh Cantal, thuộc vùng Auvergne-Rhône-Alpes của nước Pháp, có dân số là 401 người (thời điểm 1999). Mặc dù có ít dân cư nhưng xã vẫn là trung tâm nông nghiệp, văn hóa và lịch sử trong vùng núi thưa dân của Monts du Cantal. Salers thuộc vào trong số những làng đẹp nhất Pháp.

## Nhân khẩu học
| 1962 | 1968 | 1975 | 1982 | 1990 | 1999 |
| ---- | ---- | ---- | ---- | ---- | ---- |
| 509  | 521  | 480  | 451  | 439  | 401  |

## Những người con của thành phố
- Ernest Tyssandier d'Escous, người đã tạo ra giống bò nổi tiếng của địa phương: Bò Salers.